# Coupe du Maroc de rugby à XV
Pour les articles homonymes, voir Trône (homonymie).
 (janvier 2022).
Si vous disposez d'ouvrages ou d'articles de référence ou si vous connaissez des sites web de qualité traitant du thème abordé ici, merci de compléter l'article en donnant les références utiles à sa vérifiabilité et en les liant à la section « Notes et références ».
Le coupe du Trône de rugby à XV est la coupe nationale de rugby à XV du Maroc. Elle est organisée par la Fédération royale marocaine de rugby.

## Palmarès
| Année | Vainqueur              | Finaliste               | Score |
| ----- | ---------------------- | ----------------------- | ----- |
| 1968  | Union sportive d'Oujda |                         |       |
| 1969  | Union sportive d'Oujda |                         |       |
| 1970  | Wydad Athletic Club    |                         |       |
| 1971  | Wydad Athletic Club    |                         |       |
| 1973  | Union sportive d'Oujda |                         |       |
| 1976  | Olympique de Safi      |                         |       |
| 1985  | Wydad Athletic Club    |                         |       |
| 1986  | Wydad Athletic Club    |                         |       |
| 1987  | Wydad Athletic Club    |                         |       |
| 1988  | Union sportive d'Oujda |                         |       |
| 1989  | Union sportive d'Oujda |                         |       |
| 1990  | Wydad Athletic Club    |                         |       |
| 1991  | Olympique de Safi      |                         |       |
| 1992  | Wydad Athletic Club    |                         |       |
| 1993  | Wydad Athletic Club    |                         |       |
| 1994  | Union sportive d'Oujda |                         |       |
| 1995  | Union sportif Fes      |                         |       |
| 1996  | Wydad Athletic Club    |                         |       |
| 1997  | Wydad Athletic Club    |                         |       |
| 1998  | Wydad Athletic Club    |                         |       |
| 1999  | Wydad Athletic Club    |                         |       |
| 2000  | Mouloudia Oujda        |                         |       |
| 2001  | Wydad Athletic Club    |                         |       |
| 2002  | Union sportive d'Oujda |                         |       |
| 2003  | Mouloudia Oujda        | Union sportive d'Oujda  | 15-12 |
| 2004  | Mouloudia Oujda        |                         |       |
| 2005  | Olympique de Safi      |                         |       |
| 2006  | Olympique de Safi      |                         |       |
| 2007  | Olympique de Safi      | Mouloudia Oujda         | 19-3  |
| 2008  | Mouloudia Oujda        |                         |       |
| 2009  | FUS de Rabat           |                         |       |
| 2010  | Mouloudia Oujda        | FUS de Rabat            | 18-10 |
| 2011  | Mouloudia Oujda        |                         |       |
| 2012  |                        |                         |       |
| 2013  | Mouloudia Oujda        | Fath Rabat              |       |
| 2014  | Wydad Kelâat Sraghna   |                         |       |
| 2015  |                        |                         |       |
| 2016  | Mouloudia Oujda        | Wydad Kelâat Sraghna    | 16-10 |
| 2017  | Mouloudia Oujda        | Union sportive d'Oujda  | 26-14 |
| 2018  |                        |                         |       |
| 2019  |                        |                         |       |
| 2020  |                        |                         |       |
| 2021  |                        |                         |       |
| 2022  |                        |                         |       |
| 2023  |                        |                         |       |
| 2024  | Mouloudia Oujda        | Olympique de Casablanca | 16-11 |